# Canvi ipsatiu
Un canvi ipsatiu o morfogènic és un canvi en la configuració de les variables de la personalitat en l'individu al llarg del temps, és a dir, es produeix quan múltiples trets del perfil d'un individu s'alteren després d'un període. Aquest tipus de canvi se centra en múltiples dimensions dins d'un individu, més que en una sola dimensió en diferents persones. Per tant, el canvi ipsatiu afecta només a l'individu que s'avalua, no a la mostra, i reflecteix com canvia la configuració de la personalitat d'una persona en lloc de quant canvia qualsevol altre tret donat.

## Metodologia

### Q-sort
Típicament s'avalua amb perfils de similitud (comparació). La majoria d'investigacions que segueixen un canvi ipsatiu han utilitzat una metodologia Q-sort, un test psicològic que requereix als participants classificar ítems amb relació a una dimensió com ara “acord/desacord”. Les dades s'analitzen amb estadístics de la metodologia Q, la qual permet l'estudi sistemàtic de la subjectivitat amb la combinació de tècniques qualitatives i quantitatives d'investigació. En el Q-sort, la continuïtat i el canvi són mesurats per les correlacions entre un conjunt d'atributs classificat en el temps 1 amb el mateix conjunt d'atributs classificats en el temps 2. Com major sigui la correlació, més estable es podrà dir que és la configuració dels atributs al llarg del temps.

### L'anàlisi latent transitori
L'anàlisi latent transitori (LTA) serveix per a investigar transicions en la personalitat. Amb l'LTA podem estudiar simultàniament el grau i el tipus de canvi en els perfils de personalitat. Es tracta d'una extensió longitudinal de l'LCA (Collins & Lanza, 2010).
Quan hi ha dades multivariades mesurades en múltiples moments, l'investigador podria estar interessat per a saber per a quin grau individual de pertinença a una classe és estable al llarg del temps. L'LTA pot aconseguir aquestes dades mitjançant la predicció d'un estat individual en un moment determinat depenent del seu estats previs (en LTA, el terme “estat” és utilitzat com a “classe” per a reflectir la naturalesa potencialment transitòria de la pertinença a un grup). Així, l'LTA difereix de l'RMLCA, el qual aplica un LTA estàndard per a mesures repetides d'una sola variable.
Per a mesurar les dades, aquest tipus d'anàlisi només ha estat utilitzat en un estudi longitudinal de la personalitat (Meeus, van de Schoot, Klimstra, & Branje, 2011), tot i que existeix un gran nombre d'exemplars il·lustratius en investigació psicopatològica (e.g.,Cainet al., 2010; Chung, Park, & Lanza, 2005; Read et al., 2013). Tot i així, cal destacar que aquest mètode proporciona eines conceptuals i analítiques que omplen una bretxa problemàtica en els mètodes longitudinals tradicionals, sent capaç de caracteritzar el contingut en el canvi ipsatiu.
En l'LTA, un LCA és primerament ajustat a les dades multidimensionals en cada moment per a establir el nombre i la forma del perfil de personalitat en cada moment. Subseqüentment, per a mesurar la transició des d'un perfil cap a un altre a través del temps, els estats de temps en punts més tardans són retrocedits en punts de temps precedents utilitzant regressió multinomial logística (veure Figura 4). Hi ha nombres de paràmetres que emergeixen d'un LTA.
Primer, són els paràmetres estàndards que emergeixen d'un LCA, els quals inclouen mitjanes dels ítems (en el cas de variables contínues observades) o probabilitats (en el cas de variables categòriques observades), el nombre d'estats latents (i.e., perfils de personalitat específics en el temps), i la proporció d'individus assignats a un determinat estat. Els nivells relatius de les variables de personalitat (i.e., perfils) en cada grup defineixen el contingut per a cada estat en cada moviment. És obligatori en l'investigador interpretar els perfils emergents i seleccionar el que millor encaixi en la solució LCA per a cada ona com a primer pas.
El segon conjunt de paràmetres, únic en l'LTA, són les probabilitats latents de transició, les quals reflecteixen la probabilitat que un individu es mogui d'un estat, en un moment determinat, cap a un altre, en un moment posterior, en comptes de romandre en el mateix estat. Així, la probabilitat de mantenir la classe reflecteix l'estabilitat en la pertinença a la classe, i la probabilitat de canviar reflecteix la inestabilitat. D'aquesta manera, l'LTA pot parlar en nivells bruts de l'estabilitat o la inestabilitat, com amb anàlisis de l'estabilitat ipsativa més convencionals. No obstant això, també qualifica la probabilitat que un individu en un determinat estat canviï a un altre, proporcionant, d'aquesta manera, informació sobre el tipus de canvi que ha ocorregut.
Una característica addicional de l'LTA és que no limita els patrons de canvi amb el temps a priori. Els individus poden canviar entre estats i tornar de nou amb diversos patrons de trajectòries, ja que hi ha permutacions basades en el nombre de classes i en el nombre de punts en el temps. Les freqüències de les transicions comunes proporcionen informació sobre els patrons modals de l'estabilitat ipsativa.
L'LTA només pot indicar si algú ha canviat d'estat entre dos punts del temps, no durant el temps intermedi en el qual es va donar el canvi.

## Investigacions prèvies
Jack Block va dur a terme un estudi longitudinal pioner sobre el canvi de personalitat entre els anys escolars i de mitjana edat. Es van identificar diversos subgrups de patrons de canvis ipsatius, com un grup d'homes que van arribar a ser més extravertits i rebels en relació amb altres trets, durant el pas de l'adolescència a l'edat adulta.

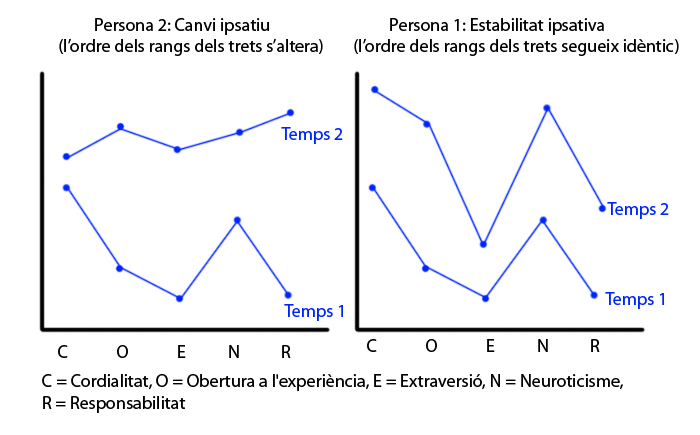
Figura 1: Canvi ipsatiu i estabilitat ipsativa en dues persones hipotètiques sobre el model dels 5 factors.

En un experiment realitzat a Dunedin, Nova Zelanda, per Roberts, Caspi i Moffit (2001), es van avaluar 980 participants en un estudi longitudinal sobre el canvi ipsatiu (els seguiments de la mostra es van dur a terme als 5 anys 7, 9, 11, 13, 15, 18, 21, i, més recentment, als 26). Es va trobar que el canvi ipsatiu es pot moure en totes les possibles direccions en l'edat adulta. Van trobar que 50% dels individus tenien perfils altament consistents amb el temps (correlacions entre 0’6 i 0’87) mentre que un 7% va mostrar correlacions per sota del 0,3 o inferiors i l'1,1% de la mostra va mostrar correlacions negatives. Aquest 7% correspon al grup de gent on es va produir el canvi ipsatiu. El motiu d'aquest canvi va ser l'augment del grau de maduresa dels individus, als quals van provocar un canvi en certs trets de la seva personalitat (van disminuir els factors d'emocionalitat negativa, agressió i alienació, i van augmentar Agéntics Positius de l'emotivitat, l'assoliment i la potència social).
Un altre estudi va trobar, a través d'un interval de temps de 45 anys (mitja de r=0’29), que els perfils de personalitat conserven certa similitud ipsativa al llarg de moltes dècades.
Aquesta és l'única mesura del canvi que es veu en la configuració que es manté en el temps. La figura 1 mostra un exemple hipotètic del perfil ipsatiu d'una persona que ha canviat i la d'una altra que s'ha mantingut estable.